# Dioscorea praehensilis
Dioscorea praehensilis är en enhjärtbladig växtart som beskrevs av George Bentham. Dioscorea praehensilis ingår i släktet Dioscorea och familjen Dioscoreaceae. Inga underarter finns listade i Catalogue of Life.